# Bluejacking

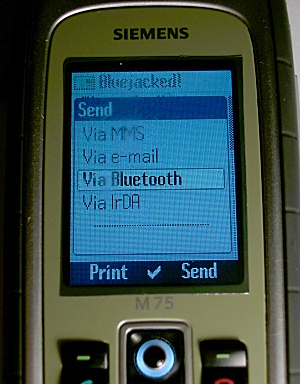
Siemens M75 fazendo bluejacking com o Sony Ericsson K600i mostrado abaixo

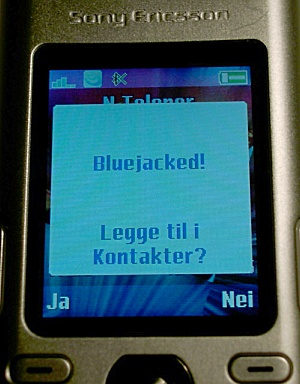
Sony Ericsson K600i sendo alvo de bluejacking pelo Siemens M75 na foto acima. O texto na parte inferior da tela diz “Adicionar aos contatos?” em norueguês

Bluejacking é o envio de mensagens não solicitadas via Bluetooth para dispositivos habilitados para Bluetooth, como telefones celulares, PDAs ou laptops, enviando um vCard que normalmente contém uma mensagem no campo de nome (ou seja, para bluedating) para outro dispositivo habilitado para Bluetooth através do protocolo OBEX.
O Bluetooth tem um alcance muito limitado, geralmente em torno de dez metros (32,8 pés) em telefones celulares, mas os laptops podem atingir até cem metros (328 pés) com transmissores potentes (Classe 1).

## Origem
O bluejacking foi supostamente realizado pela primeira vez entre 2001 e 2003 por um consultor de TI da Malásia que usou seu telefone para anunciar a Ericsson a um único proprietário de telefone Nokia 7650 em um banco da Malásia. Ele também inventou o nome, que afirma ser um amálgama de Bluetooth e ajack, seu nome de usuário no Esato, um fórum online de fãs da Sony Ericsson. Jacking é, no entanto, uma abreviação extremamente comum de "hijacking", o ato de assumir o controle de algo. As postagens originais de Ajack são difíceis de encontrar, mas referências à exploração são comuns em postagens de 2003.
Outro usuário no fórum afirma uma descoberta anterior, relatando uma história quase idêntica àquela atribuída a Ajack, exceto que eles descrevem o roubo de 44 telefones Nokia 7650 em vez de um, e o local é uma garagem, aparentemente na Dinamarca, em vez de um Banco da Malásia. Além disso, a mensagem era um insulto aos proprietários da Nokia, e não um anúncio da Sony Ericsson.

## Empresas

### BluejackQ
BlueJackQ é um sítio dedicado ao bluejacking. O sítio contém algumas histórias de bluejacking retiradas do fórum do sítio. O sítio também inclui software que pode ser usado para bluejacking e guias sobre como fazer bluejack que estão um pouco desatualizados, mas o princípio básico ainda se aplica à maioria das marcas de telefone. Seu fórum conta com 4.000 usuários cadastrados e 93.050 postagens. O sítio foi destaque em muitos artigos jornalísticos.